# Didemnum viride
Didemnum viride är en sjöpungsart som först beskrevs av William Abbott Herdman 1906.  Didemnum viride ingår i släktet Didemnum och familjen Didemnidae. Inga underarter finns listade i Catalogue of Life.